# Țînțăreni, Telenești
Țînțăreni este un sat din raionul Telenești, Republica Moldova.

## Administrație și politică
Componența Consiliului local Țînțăreni (9 consilieri), ales la 5 noiembrie 2023, este următoarea:
|  | Partid                                       | Consilieri | Componență | Componență | Componență | Componență | Componență |
|  | -------------------------------------------- | ---------- | ---------- | ---------- | ---------- | ---------- | ---------- |
|  | Partidul Acțiune și Solidaritate             | 5          |            |            |            |            |            |
|  | Partidul Socialiștilor din Republica Moldova | 2          |            |            |            |            |            |
|  | Partidul Liberal Democrat din Moldova        | 1          |            |            |            |            |            |
|  | Partidul Schimbării                          | 1          |            |            |            |            |            |

## Galerie de imagini

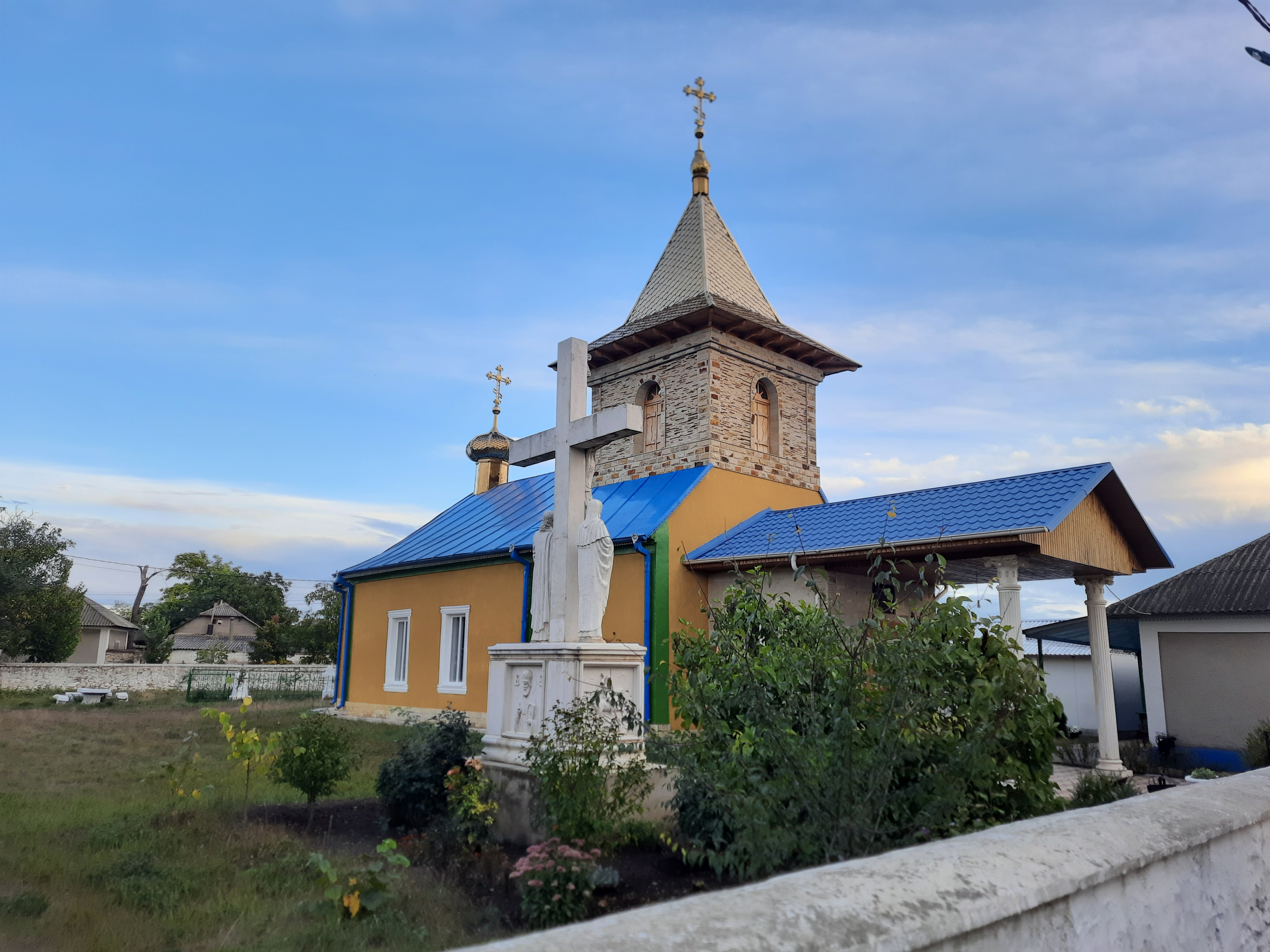
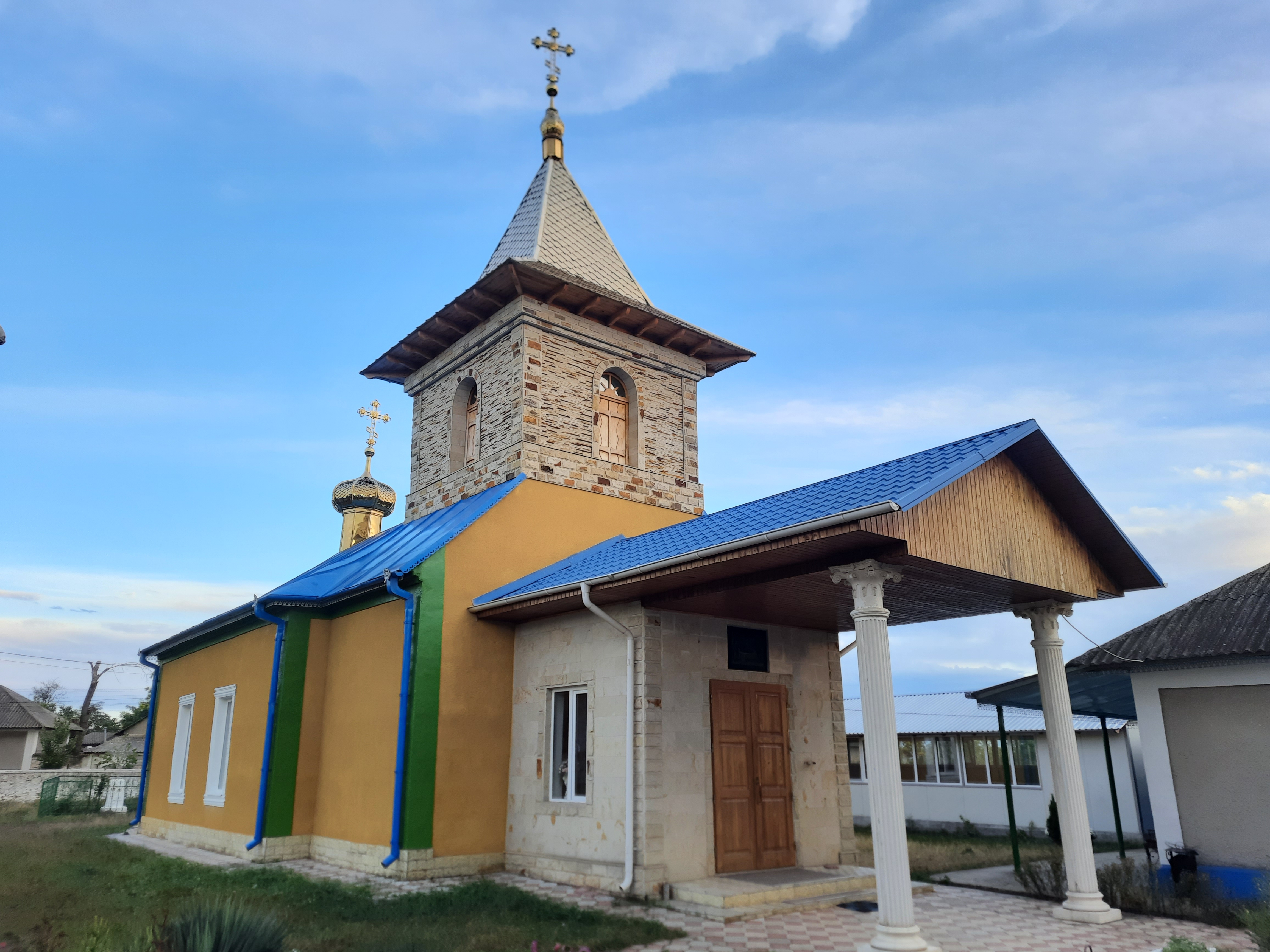
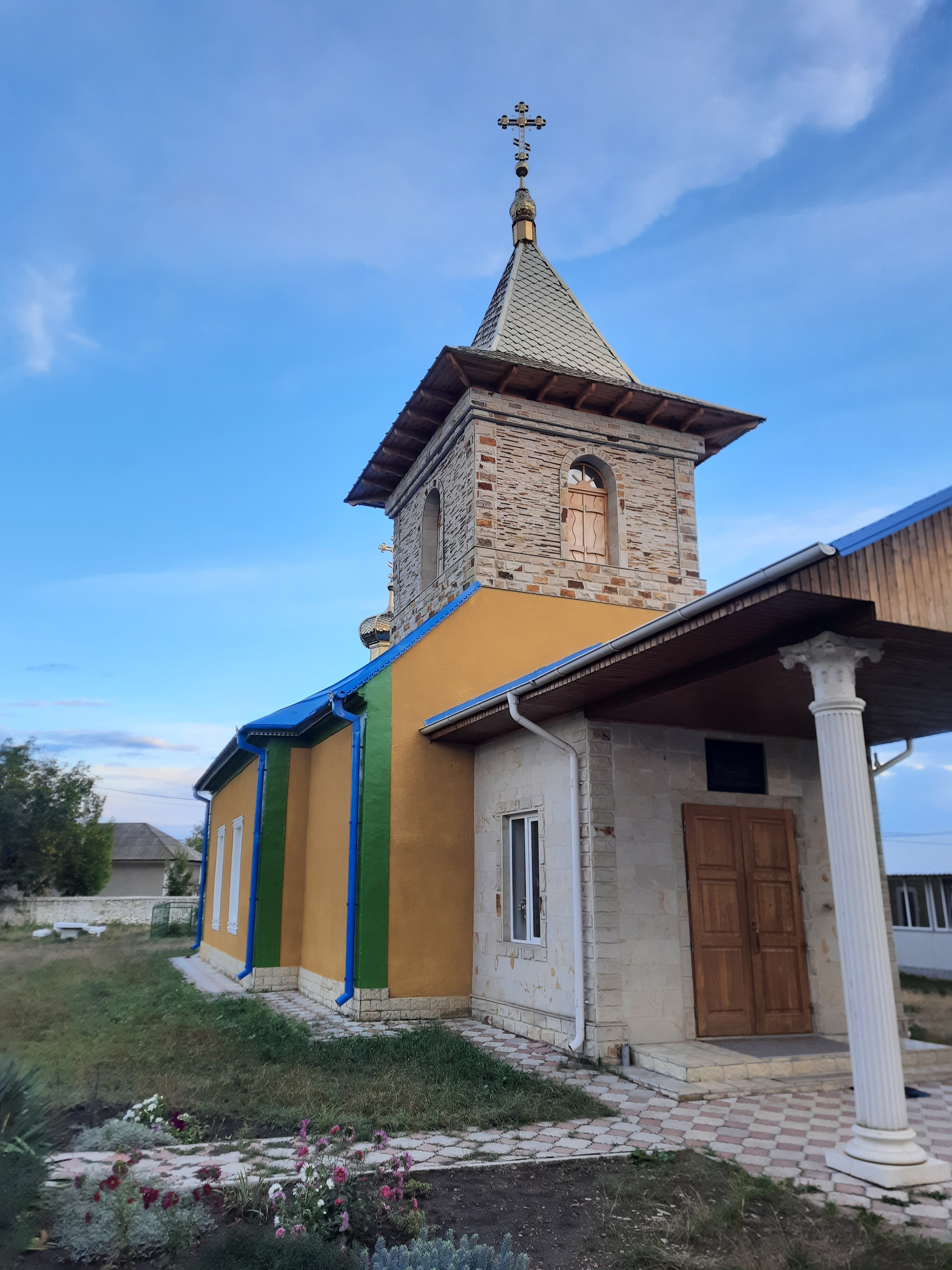
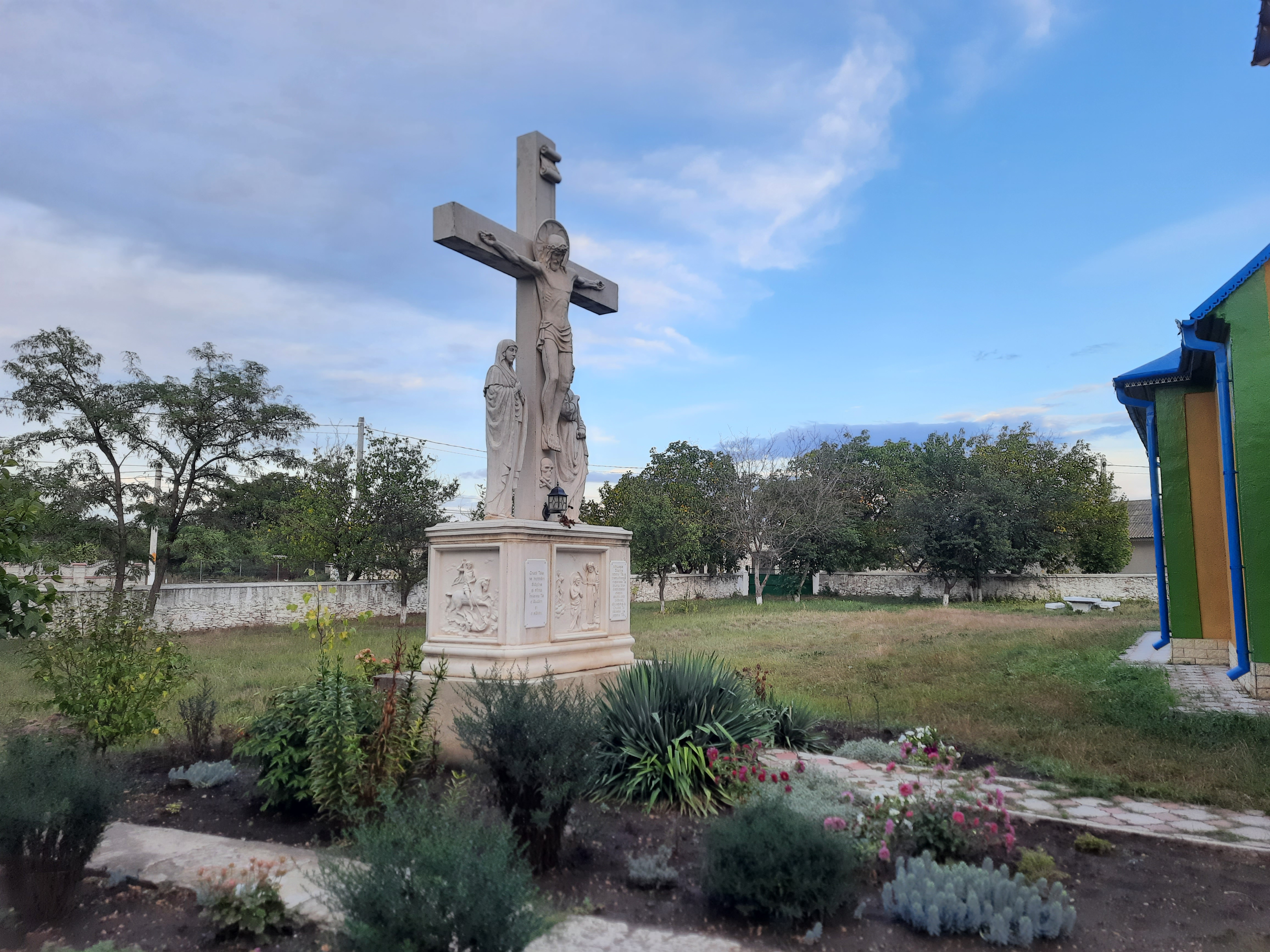
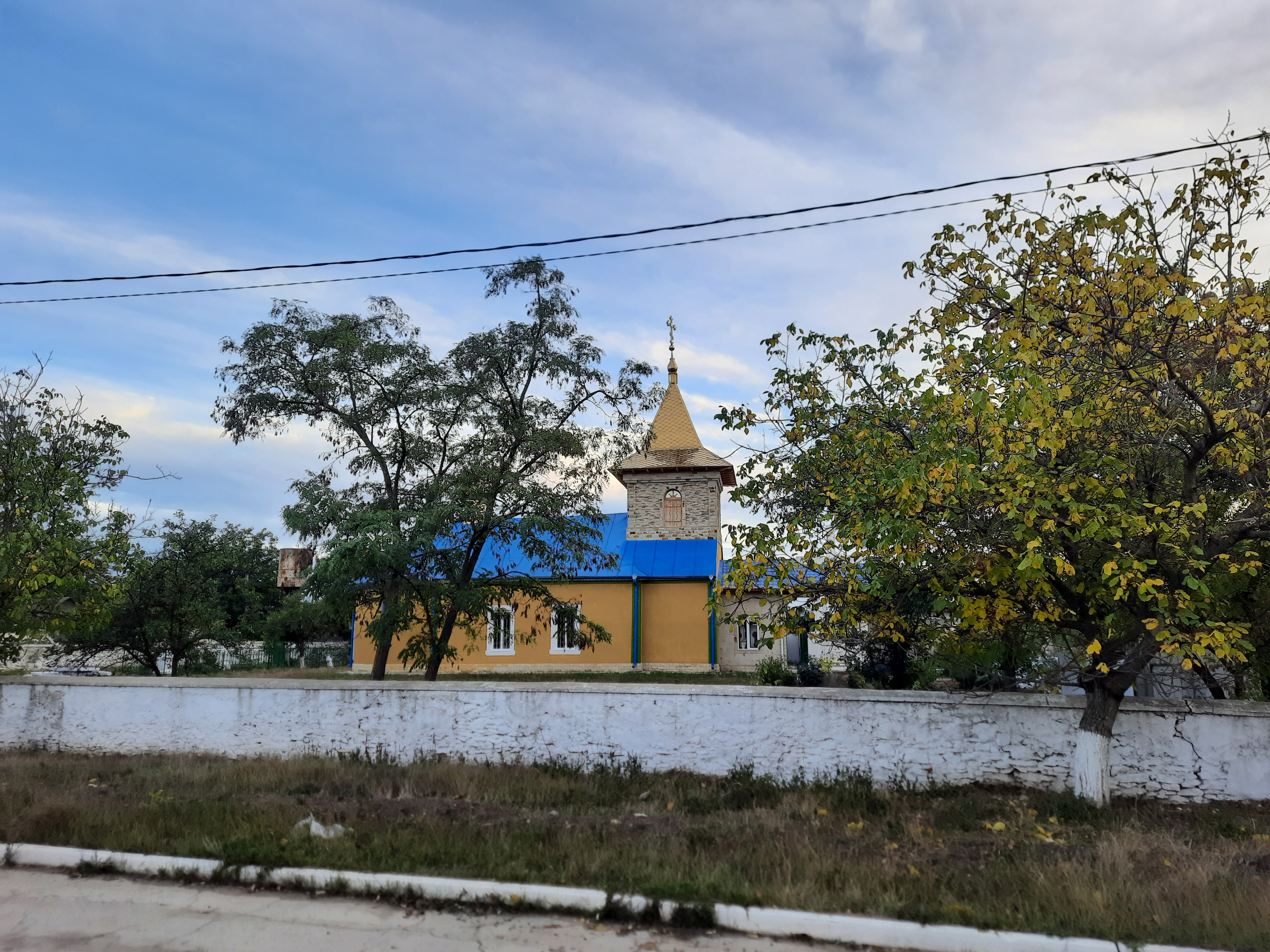

Biserica din localitate

## Personalități născute aici
- Nicolai Ambrosi (n. 1951), sportiv, antrenor;
- Leonida Ambrosi (n. 1951), profesor universitar;
- Andrei Donos (n. 1956), cântăreț de operă.